# Геронім Кубяк
Геронім Еугеніуш Кубяк (пол. Hieronim Eugeniusz Kubiak, 30 вересня 1934, Руда Паб'яніцка, Друга Річ Посполита — 21 квітня 2024, Краків) — польський політик, учений-соціолог і філолог-славіст, у 1981—1986 роках — член Політбюро ЦК ПОРП. Представляв «ліберальне» крило урядущої компартії, був прихильником діалогу з Солідарністю, проте прийняв режим воєнного стану. Член партійно-урядової делегації на Круглому столі 1989 року, учасник перетворення ПНР на Третю Річ Посполиту. Відомий також як науковий і громадський діяч.

## Вчений
Народився у робітничій сім'ї з міста Руда Паб'яніцька, нині район Лодзі. Після закінчення школи у 1952 році отримав направлення на навчання до Москви. Повернувшись, вивчав російську філологію, потім соціологію в Ягеллонському університеті Кракова. Здобув ступінь магістра за дисертацію про Чехова, написану під керівництвом Віктора Якубовського. У 1968 році захистив докторську дисертацію з соціології про польську католицьку церкву у США першої половини XX століття.
Опублікував низку наукових праць з полоністики та польської соціології. Розробляв і здійснював дослідницькі програми, у 1976—1981 роках очолював у Ягеллонському університеті Інститут польської діаспори, співпрацював з американськими вченими польського походження. У 1975—1981 роках — учений секретар Дослідницького комітету Польської академії наук.
З 1953 року Геронім Кубяк перебував в урядущій компартії ПОРП. Обіймав посади в офіційній студентській асоціації. У 1971—1972 роках — радник в апараті уряду ПНР. Ідейно та політично Кубяк був прихильником демократичного соціалізму. Він з ентузіазмом підтримував гомулківську відлигу, але був розчарований антисемітською й антиінтелігентською кампанією 1968 року та придушенням робітничих протестів 1970 року. Згодом Кубяк говорив, що в ПОРП його утримував лівий світогляд, сформований важким дитинством: «Я знав, що таке бідність, і хотів зробити все, щоб її не було у Польщі».

## Партійний «ліберал»

### Прихильник реформ
Страйковий рух влітку 1980 року Геронім Кубяк сприйняв з розумінням і навіть певною симпатією. Він повністю підтримав Серпневі угоди уряду ПНР з міжзаводськими страйковими комітетами та створення незалежної профспілки Солідарність. Професійна популярність Кубяка у сфері науки та освіти швидко висунула його в яскраві діячі «ліберального крила» ПОРП.
Кубяк орієнтувався у керівництві ПОРП на Анджея Верблана чи Юзеф Кляса. З ентузіазмом підтримував рух «горизонтальних структур», сам перебував у краківській «Кузні». Закликав до активних дискусій у ПОРП, щоб не повторити долю догматичної КПП. Ставши у червні 1981 року членом комітету ПОРП Краківського міського воєводства, Кубяк увійшов до комісії, створеної для вивчення пропозицій з внутрішньопартійних перетворень. Виступав за діалог і співпрацю з «Солідарністю». Різко засуджував сталіністський «партійний бетон» (за винятком технократів з PFK, яких Кубяк вважав «особисто чесними людьми»). Був близький у Кракові з відомими «партійними лібералами» — першим секретарем воєводського комітету ПОРП Кристином Домбровою, секретарем з пропаганди Яном Бронеком, головою міської ради Анджеєм Курцем, редактором офіціозу «Gazeta Krakowska» Мацеєм Шумовським (всі вони були видними фігурами «Кузні»).
Громадська повага до Кубяка, його яскраві виступи сприяли обранню делегатом на IX надзвичайний з'їзд ПОРП у липні 1981 року. Перший секретар ЦК Станіслав Каня та його прихильники-«центристи», а також далекоглядні представники «бетону» (зокрема Стефан Ольшовський) вважали корисним інтегрувати Кубяка до вищих партійних органів для покращення іміджу ПОРП. Його співпраця з краківськими партійними функціонерами була достатньою гарантією від «екстремізму». В результаті Кубяка з високим рейтингом обрано до ЦК; за нього проголосувало більше делегатів, ніж за генерала Кіщака, генерала Сивицького та генерала Мілевського. На першому післяз'їздівському пленумі Кубяк на пропозицію Кані призначено секретарем з освіти та кооптовано до складу Політбюро. У вищому партійному органі з'явилася четвірка нових членів-«лібералів»: Єжи Романик, Ян Лабенцький, Зофія Гжиб, Геронім Кубяк (перші троє — робітники, четвертий — вчений).

### Член Політбюро
До реальної влади Героніма Кубякя не допустили. Його функції обмежувалися формальною опікою освіти, керівництвом комісією з культури та символічними темами на кшталт «комісії з вивчення причин і перебігу соціальних конфліктів у Народній Польщі». Натомість консерватори отримали зручну мету для атаки. Публічний оратор «бетону» Альбін Сивак, також член Політбюро, прямо на засіданні цікавився, чи не перебуває Кубяк у КОС-КОР (вираз «від Сивака до Кубяка» означало концепцію широкого представництва ідеологічних течій у керівництві ПОРП). Анонімні тексти натякали на роботу Кубяка у ЦРУ та Держдепартаменті (приводом служили його університетські відрядження у США). «Бетонна» організація KFP вела проти Кубяка листівкову кампанію. Невдоволення входженням Кубяка у Політбюро у розмові з Леонідом Брежнєвим висловлював Еріх Гонекер, який безпідставно називав професора «радником КОС-КОР». У відповідь Кубяк звинувачував противників у догматизмі та порушенні норм партійного статуту. Типовий представник наукової інтелігенції, він важко переживав жорсткість і грубість політичної боротьби, особливо зарахування до «агентів іноземних розвідок».
Восени 1981 року, на тлі близьких зіткнення Кубяк продовжував виступати за компроміс ПОРП з «Солідарністю». Це викликало дедалі більше роздратування «бетону». Сивак образно порівнював себе з африканським слоном, а Кубяка зневажливо іменував «жокеєм». Листівкова пропаганда досягла піка, до кампанії з дискредитації Кубяка приєдналося КДБ СРСР. Не маючи інформації про вже прийняте силове рішення, Кубяк продовжував підтримувати Каню, а після його відставки — генерала Войцеха Ярузельського. Намагався зблизитися з впливовим членом Політбюро та секретарем ЦК Казімежем Барциковським (цю зв'язку з тривогою фіксував Юрій Андропов). Марно намагався конкурувати з Ольшовським за контроль над телебаченням. Покладав великі надії на переговори генерала Ярузельського, голови «Солідарності» Леха Валенси та примасу Польщі кардинала Глемпа.
На початку грудня 1981 року, після Радомського засідання президії Всепольської комісії «Солідарності», влада розпочала відкриту підготовку до встановлення воєнного режиму. Керівництво ПОРП звинувачувало профспілку у підготовці збройного заколоту. Кубяк зробив офіційний запит до МВС: про що саме мова і які докази? Заступник міністра Кіщака генерал Стахура відповів, що доказом є таємні склади зброї, яких ще не знайдено, але пошук уже йде.
Як і значна більшість партійних «лібералів», Кубяк підтримав введення воєнного стану (він і подібні до нього політики в цілому приймали систему партійної влади та лад реального соціалізму). Кубяк лише переконував Ярузельського, Барциковського, Раковського обмежувати застосування насильства (особливо потрясло його кровопролиття на шахті «Вуєк»), сам намагався гальмувати політичне чищення у системі вищої освіти, виступав за конструктивний діалог з католицьким єпископатом. Закликав зберігати марксистсько-ленінську ідеологію, не допускаючи повернення ні до політики 1970-х років, ні до положення до 13 грудня 1981 року. Перебував у керівництві Патріотичного руху національного відродження, створеного за вказівкою Ярузельського для розширення бази підтримки ПОРП. Згодом Кубяк розповідав, що ще 1981 року пропонував Ярузельському розпустити ПОРП, створити нову ліву партію та призначити вільні вибори, на яких вона має здобути перемогу.
Політичний вплив Кубяка неухильно знижувався. У липні 1982 року його знято з посади секретаря ЦК (Ярузельський дотримувався політичного балансу: одночасно знято стратега «бетону» Ольшовського), втративши навіть формальні прерогативи. У 1983 році розпущено навіть лояльну «Кузню», попри спроби Кубяка зберегти клуб. З іншого боку, разом з Барциковським і Раковським, Кубяк зіграв помітну роль у розпуску головної «бетонної» організації «Реальність».
Кубяк залишався у Політбюро протягом п'яти років. На X з'їзді ПОРП у липні 1986 року його виведено зі складу вищого партійного органу. Те саме сталося з Єжи Романиком і Зофією Гжиб (Ян Лабенцький не перебував з 1982 року), але з іншого боку — з Альбіном Сиваком. Період «від Сивака до Кубяка» завершився.

## Після перетворень
У другій половині 1980-х років Геронім Кубяк займався громадською діяльністю у дозволених режимом рамках. Очолював Всепольський комітет світу, був одним з керівників Фонду польської культури. До страйкової хвилі 1988 року стосунку не мав з жодного боку, але брав участь у Круглому столі 1989 року: перебував в урядовій делегації в групі з політичної реформи.
Після поразки ПОРП на альтернативних виборах 1989 року та приходу до влади «Солідарності» Кубяк відійшов від політики. Якийсь час був членом консультативної ради при новому МВС. Залишався членом ПОРП до саморозпуску партії на XI з'їзді 1990 року.
Кубяк прийняв демократичні перетворення Польщі. Поразка ПОРП у 1989 році вважав закономірністю, а не наслідком збігу обставин або приватних прорахунків, хоча зберігав соціалістичні погляди. У Третій Речі Посполитій зайнявся науковою та громадською діяльністю. Став почесним головою відновленої краківської «Кузні». Активний в організаціях співробітництва з діаспорою. Символом польської історії кінця XX — початку XXI століття вважав Леха Валенсу.